# La Gaubretière

La Gaubretière este o comună în departamentul Vendée, Franța. În 2009 avea o populație de 2,933 de locuitori.